# PoTVarzalność
PoTVarzalność – debiutancki album grupy 100 TVarzy Grzybiarzy wydany 16 stycznia 2006 roku. Płyta ta pozwoliła zespołowi wyłonić się z podziemia muzycznego na oficjalny rynek muzyczny. Muzycy przyznali, że album nie ma w sobie żadnego przesłania.

## Lista utworów
| PoTVarzalność | PoTVarzalność                         | PoTVarzalność |
| Nr            | Tytuł utworu                          | Długość       |
| ------------- | ------------------------------------- | ------------- |
| 1.            | „Jan Gielski - pacjent spod siódemki” |               |
| 2.            | „Rastafajrant”                        |               |
| 3.            | „Sabotażżż”                           |               |
| 4.            | „Stritfajter czyli kwity na bagaż”    |               |
| 5.            | „Optymistu du gruppu (nie lubię)”     |               |
| 6.            | „Ta? Dzik”                            |               |
| 7.            | „Ła-bąć, czyli zemsta choć leniwa...” |               |
| 8.            | „Jakakaja kajaktaki”                  |               |
| 9.            | „Plan zagubienia czapeczki”           |               |
| 10.           | „Kawauek, co się zaczyna w połowie”   |               |
| 11.           | „Makijaż”                             |               |
| 12.           | „Mały obrazek”                        |               |
| 13.           | „Wielka niespodzianka Klaudiusza”     |               |

## Muzycy
- Wojciech „Goły” Gołębiowski – gitara basowa, wokal
- Michał „Leksu” Leks – perkusja
- Marcin „Pajkel” Miklasiński – gitara
- Robert „Jemsu” Strzała – wokal
- Piotr „Zajdziu” Zajdek – gitara